# Vetenskapsåret 1712

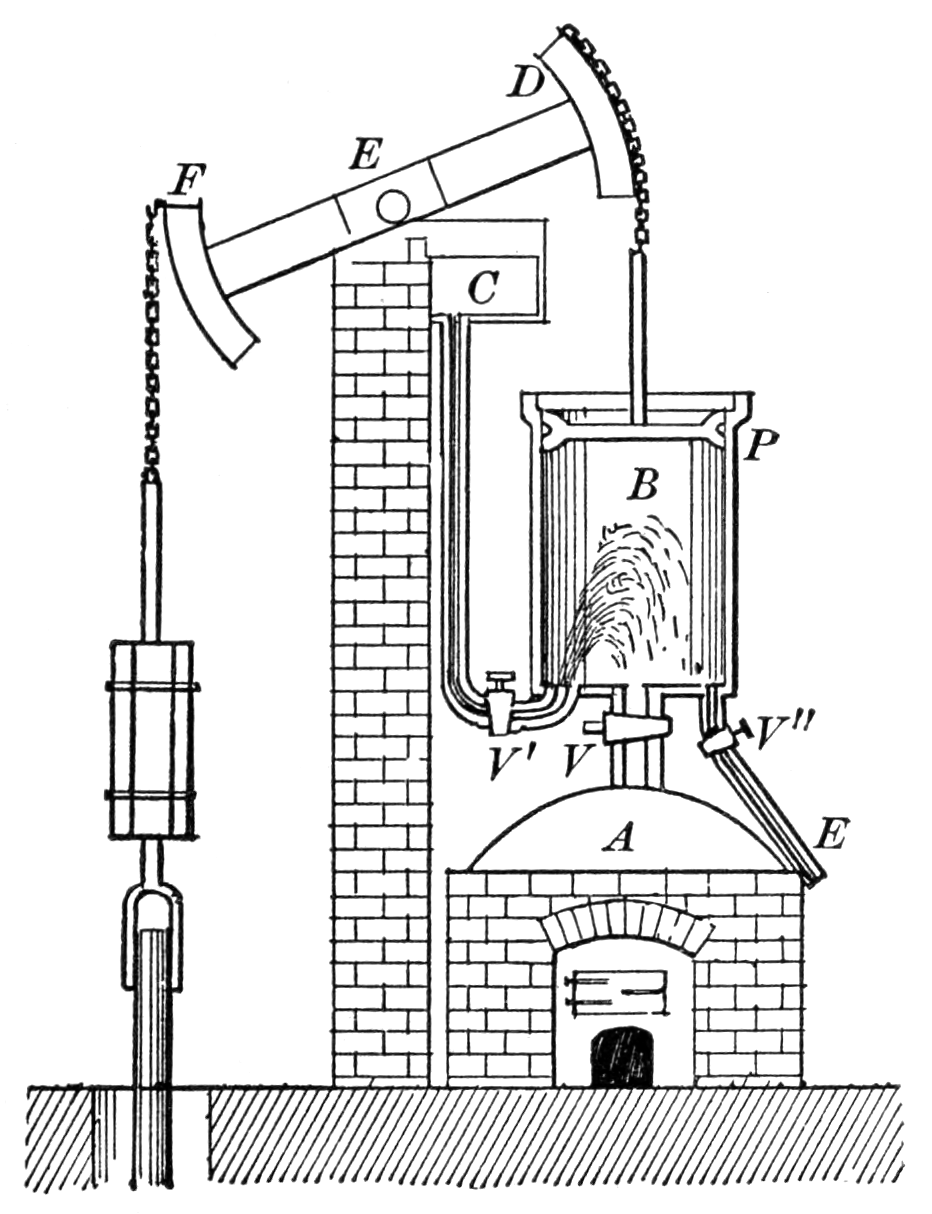
Diagram över en Newcomen-ångmaskin.

## Händelser
- John Flamsteeds Historia Coelestis Britannica publiceras mot hans vilja av Isaac Newton och Edmond Halley.
- Giacomo Maraladi tar experimentellt fram vinkeln i den rombiska dodekaedern, den så kallade Maraldivinkeln.
- Den första kända fungerande Newcomenångmaskinen byggs av Thomas Newcomen med John Calley för att pumpa vatten ur gruvor.
- Brook Taylor beskriver i ett brev för första gången det som kommer att bli känt som Taylorutveckling, resultat som han kommer att publicera 1715.

## Födda
- 8 mars - John Fothergill (död 1780), engelsk läkare.
- 27 mars - Claude Bourgelat (död 1779), fransk veterinärkirurg.

## Avlidna
- 2 februari - Martin Lister (född ca 1638), engelsk naturforskare.
- 25 mars - Nehemiah Grew (född 1641), engelsk naturforskare.
- 29 augusti - Gregory King (född 1648), engelsk statistiker.
- 14 september - Giovanni Domenico Cassini (född 1625), italiensk astronom.
- Denis Papin (född 1647), fransk läkare, matematiker och uppfinnare.